# The Art of Partying
Albums de Municipal Waste
Hazardous Mutation
(2005) Massive Aggressive
(2009)
The Art of Partying est le troisième album studio du groupe de Thrash metal américain Municipal Waste. L'album est sorti le 11 juin 2007 sous le label Earache Records.
Le titre de l'album est une référence à l'album du groupe de Thrash metal américain Death Angel intitulé The Art Of Dying.
Dans la même période, une édition limitée de l'album est sortie. Elle contient trois titres supplémentaires. Le titre Thrashing's My Business... And Business Is Good est une référence au titre éponyme du premier album du groupe de Thrash metal américain Megadeth, intitulé Killing Is My Business... and Business Is Good!.
L'illustration de la pochette de l'album est la représentation visuelle du titre Chemically Altered. On peut voir se dérouler une fête ou la boisson est un bidon de déchets radioactifs.
Des vidéos ont été tournées pour les titres Sadistic Magician et Headbanger Face Rip.

## Musiciens
- Tony "Guardrail" Foresta – Chant
- Ryan Waste – Guitare, Chant
- Philip "LandPhil" Hall – Basse, Chant
- Dave Witte – Batterie

## Liste des morceaux
1. Pre-Game – 0:39
2. The Art of Partying – 2:04
3. Headbanger Face Rip – 1:51
4. Mental Shock (Deathripper Part II) – 1:48
5. A.D.D. (Attention Deficit Destroyer) – 2:12
6. The Inebriator – 2:07
7. Lunch Hall Food Brawl – 1:58
8. Beer Pressure – 2:37
9. Chemically Altered – 2:21
10. Sadistic Magician – 2:09
11. Open Your Mind – 1:54
12. Radioactive Force – 2:27
13. Septic Detonation – 1:20
14. Rigorous Vengeance – 2:12
15. Born to Party – 4:20

### Titres de l'édition limitée
1. Thrashing's My Business... And Business Is Good – 1:43
2. I Just Wanna Rock – 2:09
3. Boner City